# Traité de Norham
Le traité de Norham met fin à la Rough Wooing.
La paix conclue au château et à l’église de Norham, le 10 juin 1551, a été négociée par Thomas Erskine, maître d'Erskine, lord Maxwell, Sir Robert Carnegy de Kinnaird, et Robert Reid (en), évêque des Orcades avec Louis St-Gelais, seigneur de Lansac, représentant d’Henri II de France. La délégation anglaise comprenait Sir Robert Bowes, Sir Leonard Beckwith, Sir Thomas Challoner (en) et Richard Sampson (en), évêque de Lichfield et de Coventry. 
Les termes du traité spécifiaient: 
- que les Anglais abandonneraient leurs biens en Écosse; la frontière et des terres sujettes à dispute (Debatable Lands (en)) pour revenir aux frontières d’origines et d'usage,
- qu’Edrington (en) et que les droits de pêche sur la Tweed retournerait à l’Écosse,
- que tous les captifs, gages, et otages seraient restitués[2].

Edouard VI a ratifié le traité le 30 juin et Mary le 14 août 1551.